# Sødet drik
 Denne artikel bør gennemlæses af en person med fagkendskab for at sikre den faglige korrekthed.

Sødede drikkevarer eller søde drikke er drikke med tilsat sukker eller kunstigt sødemiddel. De er blevet beskrevet som "flydende slik". Tilsat sukker inkluderer farin, majssirup, dextrose (ofte angivet som glukose), fruktose, high fructose corn syrup, honning, invertsukker (en blanding af fruktose og glukose), laktose, maltsirup, maltose, melasse, råsukker, sukrose og trehalose. Naturligt sukker, som fra frugt eller mælk, bliver ikke betragtet som tilsat sukker. Frit sukker inkluderer både monosakkarider og disakkarider tilsat til fødevarer og drikkevarer af producenten, kokken eller forbrugeren, samt sukker der naturligt forekommende i honning, sirup, frugtjuicer og frugtkoncentrat.
Indtag af sødede drikkevarer er blevet forbundet med vægtøgning og større risiko for hjertekarsygdomme.
 Ifølge CDC kan indtage af sødede drikkevarer også sættes i sammenhæng med usunde vaner som rygning, for lidt søvn og motion, indtag af fast food og for lidt frisk frugt.
Kunstigt sødede drikkevarer (på engelsk Artificially sweetened beverages, forkortet ASB) er defineret til dem drikkevarer, som indeholder ikke-næringsholdige sødemidler og bliver markedsført som en erstatning for sukker-sødede drikkevarer. Ligesom de sukker-sødede drikkevarer er de kunstigt sødede drikkevarer forbundet med vægtøgning og forøget risiko for hjertekarsygdomme.